# Smionia
Smionia is een geslacht van spinnen uit de familie bodemjachtspinnen (Gnaphosidae).

## Soorten
De volgende soorten zijn bij het geslacht ingedeeld:
- Smionia capensis Dalmas, 1920
- Smionia lineatipes (Purcell, 1908)